# Скулкил (окръг, Пенсилвания)
Окръг Скулкил (на английски: Schuylkill County) е окръг в щата Пенсилвания, Съединени американски щати. Площта му е 2015 km², а населението - 142 569 души (2017). Административен център е град Потсвил.